# جیمز روثمن
جیمز ادوارد روثمن (انگلیسی: James Edward Rothman زاده ۳ نوامبر ۱۹۵۰) بیوشیمیست آمریکایی است که در سال ۲۰۱۳ به همراه توماس سودهوف و رندی شکمن موفق به دریافت جایزه نوبل فیزیولوژی و پزشکی شد.